# Chaetosphaeria brevispora
Chaetosphaeria brevispora är en svampart som beskrevs av Shoemaker 1968. Chaetosphaeria brevispora ingår i släktet Chaetosphaeria och familjen Chaetosphaeriaceae.   Inga underarter finns listade i Catalogue of Life.